# Punt van Gergonne

Raakpuntendriehoek T_{A}T_{B}T_{C} als ceva-driehoek van het punt van Gergonne
Punt van Gergonne

In een driehoek is het punt van Gergonne, genoemd naar Joseph Gergonne, het gemeenschappelijke snijpunt van de lijnen door de hoekpunten en de raakpunten van de ingeschreven cirkel aan de zijden. De raakpuntendriehoek TATBTC van de driehoek ABC is de ceva-driehoek van het punt van Gergonne. Het punt van Gergonne is isotomisch verwant met het punt van Nagel en is het driehoekscentrum met kimberlingnummer X(7).
De barycentrische coördinaten voor het punt van Gergonne zijn
{\displaystyle \left({\frac {1}{-a+b+c}}:{\frac {1}{a-b+c}}:{\frac {1}{a+b-c}}\right)=\left({\frac {1}{s-a}}:{\frac {1}{s-b}}:{\frac {1}{s-c}}\right)},
met s voor de halve omtrek van ABC.
Het punt van Gergonne ligt op de rechte van Nagel.